# Alerta, alerta, antifascista!

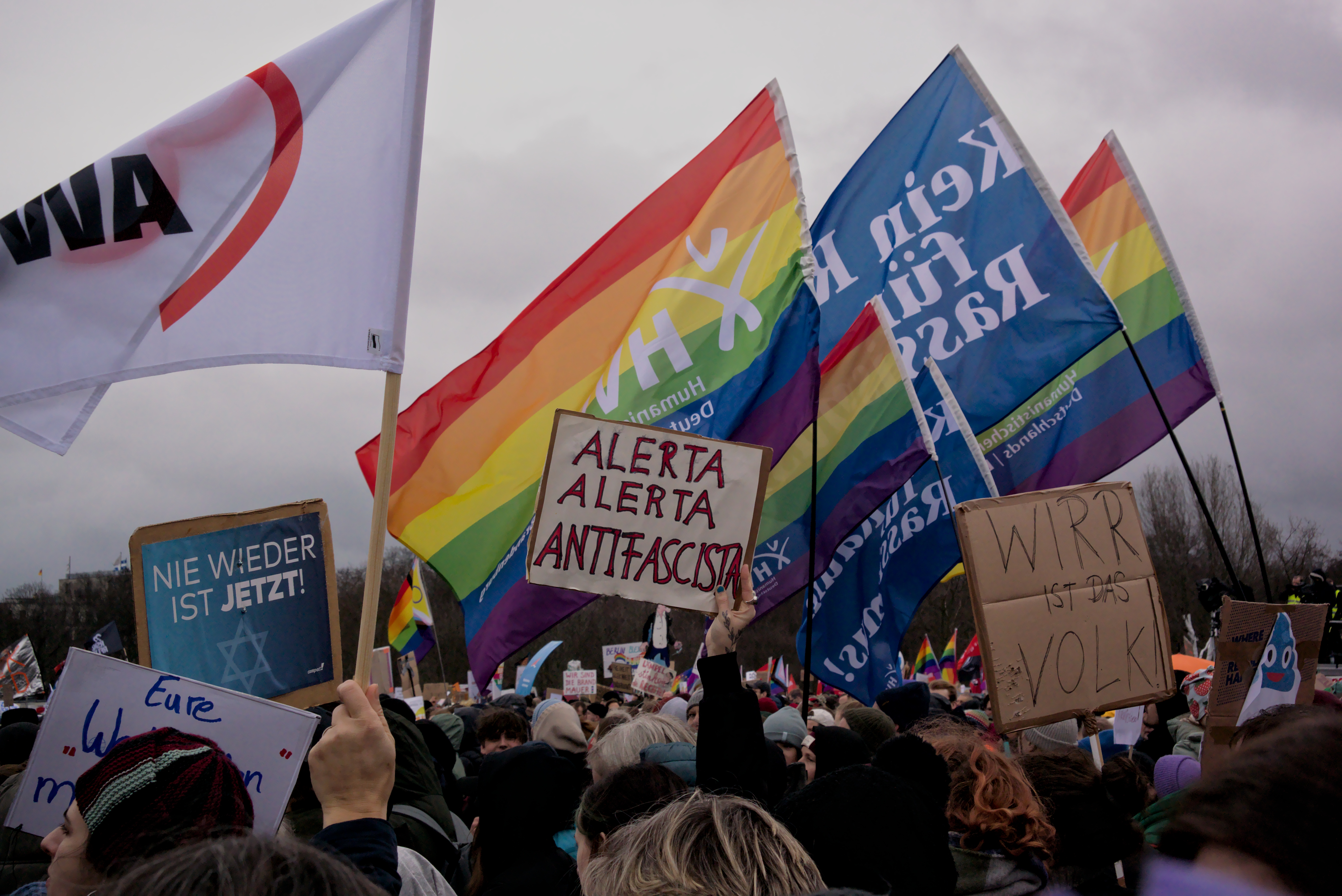
Plakat mit dem Spruch bei einer Demonstration

Alerta, alerta, antifascista! ist ein antifaschistischer Schlachtruf. Frei übersetzt bedeutet die Parole so viel wie „Achtung, Achtung, Antifaschist!“.

## Geschichte
Die Phrase wird seit dem Aufkommen des Antifaschismus unter dem Regime des faschistischen Diktators Benito Mussolini im Italien der frühen 1920er Jahre genutzt. Spätestens 1923 wurde sie von linken bis linksextremen deutschen Gruppierungen der Antifaschistischen Aktion aufgegriffen.
Heutzutage ist sie häufig auf antifaschistischen Demonstrationen zu hören. Sie wird auch in der Musik rezipiert; so trug zum Beispiel Anfang der 1990er Jahre die spanische Band Sin Dios mit ihrem Song Alerta antifascista zur Verbreitung der Parole bei.